# Eudorylas deceptor
Eudorylas deceptor är en tvåvingeart som först beskrevs av Hardy 1968.  Eudorylas deceptor ingår i släktet Eudorylas och familjen ögonflugor. Inga underarter finns listade i Catalogue of Life.